# ایسکو
فرانسیسکو رومن آلارکون سوارز (به اسپانیایی: Francisco Román Alarcón Suárez) بازیکن فوتبال اهل اسپانیا است که برای باشگاه فوتبال رئال بتیس در پست هافبک بازی می‌کند. وی در سال ۲۰۱۲، برندهٔ جایزه پسر طلایی شد.

## زندگی‌نامه
ایسکو در آوریل ۱۹۹۲، در محله آرویو دلا مایل، در بنالمادنا، مالاگا، اندلس متولد شد. او در ۱۴ سالگی در تورنمنتی با تیم منتخب آندلس توسط استعدادیابان والنسیا کشف شد و به عنوان عضو ذخیره در این تیم مشغول به بازی شد.
او بعدها به تیم زیر ۱۷ سال اسپانیا ملحق شد. در ۱۸ سالگی تصمیم به تغییر باشگاه گرفت. در لاروسالدا، زیر نظر پلگرینی، تمرین کرد. ایسکو توانست در لالیگا و تیم ملی خوب بازی کند و مقابل اروگوئه در قطر، زیر نظر ویسنته دل بوسکه، بازی کرد و بعد از آن با ۲۴ میلیون یورو به رئال مادرید پیوست. او همراه با تیم ملی اسپانیا در جام جهانی ۲۰۱۸، حضور داشت و موفق به گل‌زنی شد اما به دلیل افت و نیمکت‌نشینی در باشگاهش از لیست نهایی تیم ملی اسپانیا در یورو ۲۰۲۰، خط خورد.

## پست بازی

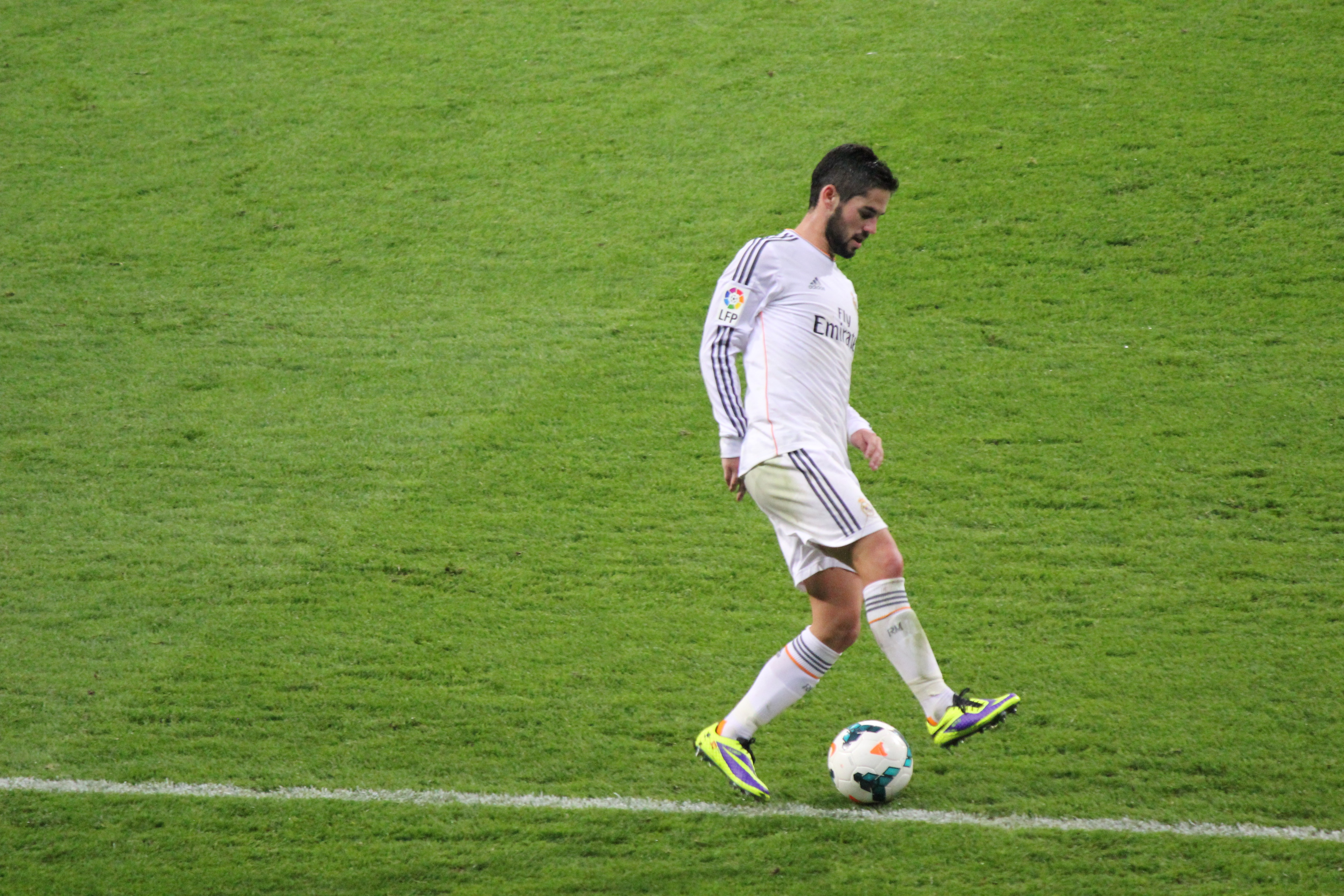
ایسکو در بازی مقابل اتلتیکو مادرید

ایسکو یک هافبک هجومی است که توانایی بازی در پست‌های هافبک دفاعی، هافبک میانی، هافبک کناری و وینگر را دارد. او یک بازیکن خلاق با توانایی دریبل‌زنی و همچنین قدرت پاسوری و شوت‌زنی بالا است.

## حاشیه‌ها
- در تاریخ ۹ اکتبر ۲۰۱۷ و دور آخر بازی‌های مرحله انتخابی جام جهانی ۲۰۱۸ روسیه، در جریان دیدار برابر اسپانیا ۶ تماشاگر اسراییلی وارد زمین مسابقه شده و توسط پلیس دستگیر شدند. برخی رسانه‌ها احتمال حمله با چاقو (سلاح سرد) به ایسکو را مطرح کردند که این خبرها روز بعد توسط مارکا، اتحادیه فوتبال اسرائیل و پلیس اسرائیل تکذیب شد.[۲]
- او در یکی از بازی‌های خود با دست خود علامت (T) را نشان داد و شادی گل خود را به پسرش تئو تقدیم کرد.[۳]
- ایسکو در سال ۲۰۱۶–۱۷، از نظر هواداران به عنوان بهترین بازیکن سال باشگاه رئال مادرید انتخاب شد.
- ایسکو در سال ۲۰۱۸، به عنوان بهترین بازیکن کشور اسپانیا انتخاب شد.
- دل بوسکه در مصاحبه ای در وصف ایسکو گفت: پاهای ایسکو مغز دارد.
- به ایسکو در اسپانیا لقب ماخیا داده‌اند که به معنی جادو است او این واژه را تتو کرده و در پاسخ به سؤال خبرنگار راجع‌به این لقب گفت: از اولین لحظه ای که به رئال آمدم راموس و کاسیاس من را “ماخیاً صدا زدند. آن قدر این لقب را دوست دارم که آن را روی بدنم خالکوبی کردم.
- ایسکو در سال ۲۰۲۲، زمانی که از رئال مادرید جدا شد با ۱۹ جام به عنوان پنجمین بازیکن تاریخ باشگاه رئال مادرید قرار گرفت که بیشترین جام رو با این باشگاه کسب کرد بالاتر از بازیکنانی همچون رونالدو، دی استفانو، رائول و …

## آمار ملی

### بازی‌های ملی
| اسپانیا | اسپانیا | اسپانیا | اسپانیا |
| سال     | بازی    | گل      | پاس گل  |
| ------- | ------- | ------- | ------- |
| ۲۰۱۳    | ۲       | ۰       | ۰       |
| ۲۰۱۴    | ۴       | ۱       | ۰       |
| ۲۰۱۵    | ۶       | ۰       | ۰       |
| ۲۰۱۶    | ۵       | ۱       | ۰       |
| ۲۰۱۷    | ۸       | ۵       | ۲       |
| ۲۰۱۸    | ۱۱      | ۵       | ۲       |
| ۲۰۱۹    | ۲       | ۰       | ۲       |
| مجموع   | ۳۸      | ۱۲      | ۶       |

### گل‌های ملی
| شماره | تاریخ           | میزبان      | بازی ملی | حریف        | نتیجه | رقابت                         |
| ----- | --------------- | ----------- | -------- | ----------- | ----- | ----------------------------- |
| ۱     | ۱۵ نوامبر ۲۰۱۴  | اوئلوا      | ۵        | بلاروس      | ۳–۰   | مقدماتی جام ملت‌های اروپا ۲۰۱۶ |
| ۲     | ۱۵ نوامبر ۲۰۱۶  | لندن        | ۱۷       | انگلستان    | ۲–۲   | دوستانه                       |
| ۳     | ۲۴ مارس ۲۰۱۷    | خیخن        | ۱۸       | اسرائیل     | ۴–۱   | مقدماتی جام جهانی ۲۰۱۸        |
| ۴     | ۲ سپتامبر ۲۰۱۷  | مادرید      | ۲۱       | ایتالیا     | ۳–۰   | مقدماتی جام جهانی ۲۰۱۸        |
| ۵     | ۲ سپتامبر ۲۰۱۷  | مادرید      | ۲۱       | ایتالیا     | ۳–۰   | مقدماتی جام جهانی ۲۰۱۸        |
| ۶     | ۵ سپتامبر ۲۰۱۷  | فادوتس      | ۲۲       | لیختن‌اشتاین | ۸–۰   | مقدماتی جام جهانی ۲۰۱۸        |
| ۷     | ۶ اکتبر ۲۰۱۷    | آلیکانته    | ۲۳       | آلبانی      | ۳–۰   | مقدماتی جام جهانی ۲۰۱۸        |
| ۸     | ۲۷ مارس ۲۰۱۸    | مادرید      | ۲۷       | آرژانتین    | ۶–۱   | دوستانه                       |
| ۹     | ۲۷ مارس ۲۰۱۸    | مادرید      | ۲۷       | آرژانتین    | ۶–۱   | دوستانه                       |
| ۱۰    | ۲۷ مارس ۲۰۱۸    | مادرید      | ۲۷       | آرژانتین    | ۶–۱   | دوستانه                       |
| ۱۱    | ۲۵ ژوئن ۲۰۱۸    | کالینینگراد | ۳۱       | مراکش       | ۲–۲   | جام جهانی ۲۰۱۸ روسیه          |
| ۱۲    | ۱۱ سپتامبر ۲۰۱۸ | الچه        | ۳۴       | کرواسی      | ۶–۰   | لیگ ملت‌های اروپا ۱۹–۲۰۱۸      |

## افتخارات

### باشگاهی
رئال مادرید
- لالیگا(۳): ۱۷–۲۰۱۶، ۲۰–۲۰۱۹، ۲۲–۲۰۲۱
- جام حذفی فوتبال اسپانیا(۱): ۱۴–۲۰۱۳
- سوپرجام فوتبال اسپانیا(۳): ۲۰۱۷، ۲۰۱۹، ۲۰۲۱
- لیگ قهرمانان اروپا(۵): ۱۴–۲۰۱۳، ۱۶–۲۰۱۵، ۱۷–۲۰۱۶، ۱۸–۲۰۱۷، ۲۲–۲۰۲۱
- سوپرجام اروپا(۳): ۲۰۱۴، ۲۰۱۶، ۲۰۱۷
- جام باشگاه‌های جهان (۴): ۲۰۱۴، ۲۰۱۶، ۲۰۱۷، ۲۰۱۸

### شخصی
- پسر طلایی (جایزه): ۲۰۱۲
- بهترین بازیکن جوان لالیگا: ۲۰۱۲
- جایزه براوو: ۲۰۱۳
- کفش طلا جام ملت‌های اروپا زیر ۲۱ سال: ۲۰۱۳
- تیم منتخب جام ملت‌های اروپا زیر ۲۱ سال: ۲۰۱۳
- تیم منتخب لیگ قهرمانان: ۲۰۱۶
- دومین تیم منتخب سال: ۲۰۱۷، ۲۰۱۸

## زندگی شخصی
ایسکو با ویکتوریا کالدرون روابط عاشقانه داشت. این زوج یک پسر دارند. او از سال ۲۰۱۷ با سارا سالامو قرار می‌گذارد، آنها دو پسر دارند.